# Andrea Carlone
Andrea Carlone (n. 16 mai 1639, Genova, Republica Genova – d. 4 aprilie 1697, Genova, Republica Genova) a fost un pictor italian din perioada barocului, activ în principal în orașul său natal, Genova.
A fost fiul pictorului Giovanni Battista Carlone și al Niccolettei Scorza. A călătorit și a pictat foarte mult prin Italia. După ce a lucrat inițial cu tatăl său, a călătorit la Veneția pentru câțiva ani. Primele sale lucrări au fost tablouri la biserica Gesù din Perugia și Viața Sfântului Felician în biserica acelui sfânt din Foligno. A mers apoi la Roma la atelierul lui Carlo Maratta⁠(d). S-a căsătorit la Roma, cu sora lui Perruchi, secretarul personal (Maggiordomo) al marchizului Costaguti. Fratele său, Niccolò, a fost de asemenea pictor.

## Lucrări
- Viața Sfântului Felician, biserica San Feliciano (Sf. Felician), Foligno
- Slava Sfântului Francisc Borgia
- Aurora (Zorile) (1678), Galeria Națională a Sloveniei, Ljubljana